# سیس نوتبوم
سیس نوتبوم (هلندی: Cees Nooteboom؛ زادهٔ ۳۱ ژوئیهٔ ۱۹۳۳) یک شاعر، نویسنده و پدیدآور اهل هلند است.

## زندگی
کورنلیوس یوهانس یاکوبس ماریا نوتبوم معروف به «سیس نوتبوم» در سال ۱۹۳۳ در لاهه متولد شد. پدرش سال ۱۹۴۵ هنگام جنگ دوم جهانی در بمباران لاهه کشته شد و مادرش بلافاصله با کاتولیکی مؤمن ازدواج کرد. نوتبوم زیر نظر پدرخوانده خود تحصیلاتش را در مدارس مذهبی به اتمام رساند و با سمت کارمندی در بانک استخدام شد. کورنلیوس در کنار کار اداری‌اش به همکاری با روزنامه‌های مختلف هلندی پرداخت. از همان سال‌های جوانی شوق سفر و انگیزه فراوان برای گشت‌وگذار در جهان، او را به اقصی نقاط گیتی کشاند. به بسیاری از کشورهای جهان سفر کرد و با فرهنگ‌ها و تمدن‌های مختلف آشنا شد.
تالیف کتاب‌های متعدد، حاصل سفرهای نوتبوم و همسرش سیمونه زاسن به بیش از ۵۰ کشور جهان و بازدید و عکاسی از قبر شاعران و نویسندگان بزرگی است که نوتبوم به آنها عشق می‌ورزد. کتاب «شبی در اصفهان» طی یکی از همین سفرهای پژوهشی او به ایران در سال ۱۹۷۸ نگاشته شده است. از دیگر سفرنامه‌های او باید به «بعدازظهری در برووی»، «یک شب در تونس» و «جادۀ سانتیاگو» اشاره کرد.

## فعالیت ادبی
سیس نوتبوم یکی از بزرگ‌ترین و پرکارترین نویسندگان معاصر هلند محسوب می‌شود. او تاکنون جوایز ادبی فراوانی را در هلند و در جهان کسب کرده است. نخستین رمان او یعنی «فیلیپ و دیگران»، در سال ۱۹۵۵ جایزه آن فرانک را دریافت کرد.  رمان «تشریفات» او نیز به ۳۰ زبان زنده دنیا ترجمه شده و جایزه معتبر ادبی «پِگاسوس» در آمریکا را نیز از آن خود کرده است. 

## کتابشناسی
- داستان بعدی با ترجمه شهروز رشید، نشر قطره
- تشریفات با ترجمه سامگیس زندی نشر نو
- در محفل شاعران مرده، ترجمه مهشید میر معزی، نشر ثالث
- داستان بعدی، ترجمه شهروز شهید، انتشارات قطره
- فیلیپ و دیگران با ترجمه سامگیس زندی از زبان هلندی، انتشارات فرهنگ آرش[۱]